# ۲۰۴ (پیش از میلاد)
۲۰۴ (پیش از میلاد) ۲۰۴مین سال قبل از تقویم میلادی است.